# Pennisetum weberbaueri
Pennisetum weberbaueri är en gräsart som beskrevs av Carl Christian Mez. Pennisetum weberbaueri ingår i släktet borstgräs, och familjen gräs. Inga underarter finns listade i Catalogue of Life.